# 紅狐中隊
紅狐中隊，前身為國民革命軍「航空第四隊」，後於1934年在湖北漢口正式改編為「空軍第四中隊」，主要在空軍擔任戰術偵察任務，是「空軍第4戰術偵察機中隊」的簡稱，故又稱之為「第四偵照隊」或「第4中隊」。在1943年到1955年之間開始操作B-25C轟炸機起暱稱為「女神中隊」，1957年到1973年之間開始操作RB-57A高空偵察機起暱稱為「黑盾中隊」，1998年到2005年之間開始操作RF-5E虎眼式偵照機起暱稱為「紅狐中隊」，2005年7月1日之後併入虎瞰中隊，暱稱則為「虎眼分隊」。建隊之初以空中偵察、轟炸任務為主，曾在對日八年抗戰中屢建奇功。在1954年7月1日起移駐空軍桃園基地。曾經在兩度裁撤後，於1998年7月1日在空軍桃園基地再度復隊，隸屬於第八戰術戰鬥機大隊之下，操作RF-5E虎眼式偵照機。於2005年7月1日東遷花蓮基地，併入第十二戰術偵察機隊，成為其下轄的「虎眼分隊」。直到2025年7月4日隨著RF-5E偵照機的除役，虎眼分隊也因而隨之裁撤。

## 隊史沿革
1934年原國民革命軍「航空第四隊」在湖北漢口正式改編為空軍第四中隊。成立之初第四中隊首任隊長為畢業於蘇聯高級軍事航空學校的石友信上尉，主要負責轟炸、偵察等任務。於1936年10月16日在陝西西安正式隸屬第六大隊，操作六架美製道格拉斯O-2MC偵察/轟炸機執行偵察與轟炸任務。抗戰期間，第四中隊依令進駐江蘇淮陰，負責東海洋面警戒及偵察日本航空母艦為主。
由於當時空軍轟炸機性能不佳，因此損失甚鉅，航空委員會為保留戰力，改採夜襲戰術。1937年8月21日第四中隊配合地面作戰，組成夜襲支隊，成爲中華民國空軍第一個執行夜間攻擊的部隊。1937年12月奉命接收全新蘇聯製SB-2快速轟炸機，並改隸第一輕轟炸機大隊。1939年7月第四中隊移防四川宜賓，同年12月成立「偵察分隊」，再接收2架SB-2快速轟炸機改裝的偵察機。
1943年第四中隊奉命前往印度臘戍換裝美製B-25米切爾中型轟炸機，並得名「女神中隊」。因其隊徽為仿效同一時期美陸軍航空兵常見的裸體少女形象，以少女抬起的玉腿勾勒出「４」的圖案。換裝完成的第四中隊，併入中美空軍混合團第一大隊。抗戰勝利後不久，第四中隊隨即投入剿匪戰役。1948年初起，第四中隊開始在漢口王家墩基地，接收加拿大製蚊式戰鬥轟炸機。
1949年移駐南京，徐蚌會戰後進駐台中水湳基地，由於臺灣潮溼的氣候，對木質膠合與帆布結構的蚊式轟炸機損害很大，1951年僅僅使用不到三年的蚊式轟炸機遭到淘汰。1953年7月16日改隸新竹基地第二聯隊第八輕轟炸大隊。1954年7月1日改隸桃園基地第五聯隊第六戰術偵察大隊，赴嘉義基地第四大隊接收RP-51野馬式偵察機。1955年元旦起，派出盧錫良中校、林佐時上尉、張育保上尉、趙廣華上尉、金懋昶上尉、王英欽上尉等六名種子飛官前往美國進行RB-57A坎培拉式戰略偵察機的換裝訓練，1957年2月1日結訓返國復隊，改全銜為「第四照相混合偵察中隊」，由盧錫良中校擔任中隊長，採台美兩國人員混編制。
當時第四中隊與第12中隊同屬空軍第六戰術偵察大隊，並稱「空軍雙眼」。第四中隊與美國第十三航空隊協同訓練作戰，下設三個分隊，第一分隊為RF-86F軍刀式戰術偵察機分隊，持續執行偵察任務約半年後，擔任拍攝屠牛士飛彈地對地炸射外海無人島，試射的成果空照任務，之後換裝RF-101A巫毒式戰術偵察機。第二分隊為RF-100A超級軍刀式戰術偵察機機分隊。第三分隊為RB-57A坎培拉式戰略偵察機分隊，之後換裝性能更好的RB-57D偵察機(黑盾機)，美軍派莫瑪上尉為中隊作戰官，協助我方工作。1959年換裝4架RF-101A巫毒式偵察機，一直使用到1973年2月1日美中局勢緩和，第四中隊遭到裁撤。
1998年7月1日在桃園基地復隊，隸屬空軍桃園基地指揮部第八大隊，操作7架RF-5E虎眼式偵照機與3架F-5F雙座教練機。2005年7月1日第四中隊東遷花蓮基地，併入第12戰術偵察機隊，成為其下轄的「虎眼分隊」。2025年7月4日RF-5E虎眼式偵照機正式除役，「虎眼分隊」也隨之裁撤。

## 歷任主官

### 轟炸機部隊時期
1. 上尉石友信　蘇聯高級軍事航空學校　
 1936年3月16日～1936年10月10日
2. 上尉謝郁青　中央航空學校 2期　
 1937年3月16日～1938年6月30日
3. 上尉洪養孚　中央航空學校 2期　
 1938年7月1日～1939年7月31日
4. 上尉梅元白　中央航空學校 3期　
 1939年8月1日～1939年10月3日
5. 上尉姜獻祥　中央航空學校 3期　
 1939年11月16日～1941年2月28日
6. 上尉楊仲安　中央航空學校 3期　
 1941年3月1日～1942年2月28日
7. 少校祝鴻信　中央航空學校 3期　
 1942年3月1日～1942年11月30日

#### 暱稱：「女神中隊」時期(1943~1955)
1. 上尉楊榮志　中央航空學校 5期　
 1942年12月1日～1944年2月28日
2. 上尉張鳳瑞　中央航空學校 5期　
 1944年3月1日～1944年3月31日
3. 上尉盧惠明　中央航空學校 5期　
 1944年4月1日～1945年4月30日
4. 上尉傅振伯　中央航空學校 7期　
 1945年5月1日～1945年6月30日
5. 少校郭作璋　中央航空學校 7期　
 1945年7月1日～1947年8月31日
6. 少校 徐彪 　 中央航空學校 7期　
 1947年9月1日～1948年5月6日
7. 少校麥谷登　中央航空學校 7期　
 1948年6月1日～1948年8月12日
8. 少校郭作璋　中央航空學校 7期　
 1948年8月16日～1949年7月31日
9. 少校麥谷登　中央航空學校 7期　
 1949年8月1日～1951年4月15日
10. 中校王俊華　空軍軍官學校 8期　
 1951年4月16日～1953年4月15日
11. 中校曹津生　空軍軍官學校 10期　
 1953年4月16日～1953年7月16日

### 偵察機部隊時期
- 此時隸屬桃園基地的第五聯隊，第六大隊成立

1. 少校趙子清　空軍軍官學校13期　
 1954年7月1日～1955年2月28日

#### 暱稱：「黑盾中隊」時期(1957~1973)
- 此時隸屬桃園基地的第五聯隊第六大隊

1. 中校盧錫良　空軍軍官學校18期　
 1957年5月16日～1960年12月15日
2. 中校李盛林　空軍軍官學校19期　
 1960年12月16日～1961年7月31日
3. 中校 劉序 　 空軍軍官學校25期　
 1961年8月1日～1964年10月31日
4. 中校王太佑　空軍軍官學校26期　
 1964年11月1日～1965年8月15日
5. 中校鄒寶書　空軍軍官學校28期 [7]
 1965年10月16日～1967年8月15日
6. 中校吳光宇　空軍軍官學校29期　
 1967年8月16日～1970年10月6日
7. 中校邱文邁　空軍軍官學校31期　
 1970年12月1日～1971年10月31日
8. 中校盧義勇　空軍軍官學校35期　
 1971年11月1日～1973年2月1日

#### 暱稱：「紅狐中隊」時期(1998~2005)
- 此時隸屬桃園基地的桃園基地指揮部第八大隊

1. 中校謝興邦　空軍軍官學校61期　
 1998年7月1日～1999年7月15日
2. 中校邱文銓　空軍軍官學校62期　
 1999年7月15日～2000年8月15日
3. 中校溫仁才　空軍軍官學校64期　
 2000年8月15日～2002年11月15日
4. 中校史乃盈　空軍軍官學校65期　
 2002年11月16日～2004年3月15日
5. 中校梁海隆　空軍軍官學校66期　
 2004年3月16日～2005年3月15日
6. 中校姜光華　空軍軍官學校68期　
 2005年3月16日～2005年7月1日

#### 暱稱：「虎眼分隊」時期(2005~2025)
- 此時隸屬花蓮基地的第五聯隊第12戰術偵察機隊下轄的「虎眼分隊」。

1. 分隊長常建國中校　空軍軍官學校74期
2. 分 隊 長 傅鈜 中校　空軍軍官學校

## 駐紮基地
- 湖北漢口→陝西西安→江蘇淮陰→四川宜賓→
印度臘戍→湖北漢口→首都南京→空軍遷台
(中國大陸時期，1934年～1949年)
- 台中水湳基地(1949年8月～1953年7月15日)
隸屬第一聯隊•第一大隊下轄的第四中隊
- 空軍新竹基地(1953年7月16日～1954年6月30日)
隸屬第二聯隊•第八大隊下轄的第四中隊
- 空軍桃園基地(1954年7月1日～1973年2月1日)
隸屬第五聯隊•第六大隊下轄的第四中隊(黑盾中隊)
- 空軍桃園基地(1998年7月1日～2005年6月30日)
隸屬桃指部•第八大隊下轄的第四中隊(紅狐中隊)
- 空軍花蓮基地(2005年7月1日～2025年7月4日)
隸屬第五聯隊•第十二偵照隊下轄的「虎眼分隊」

## 服役機種

### 早期各類軍機

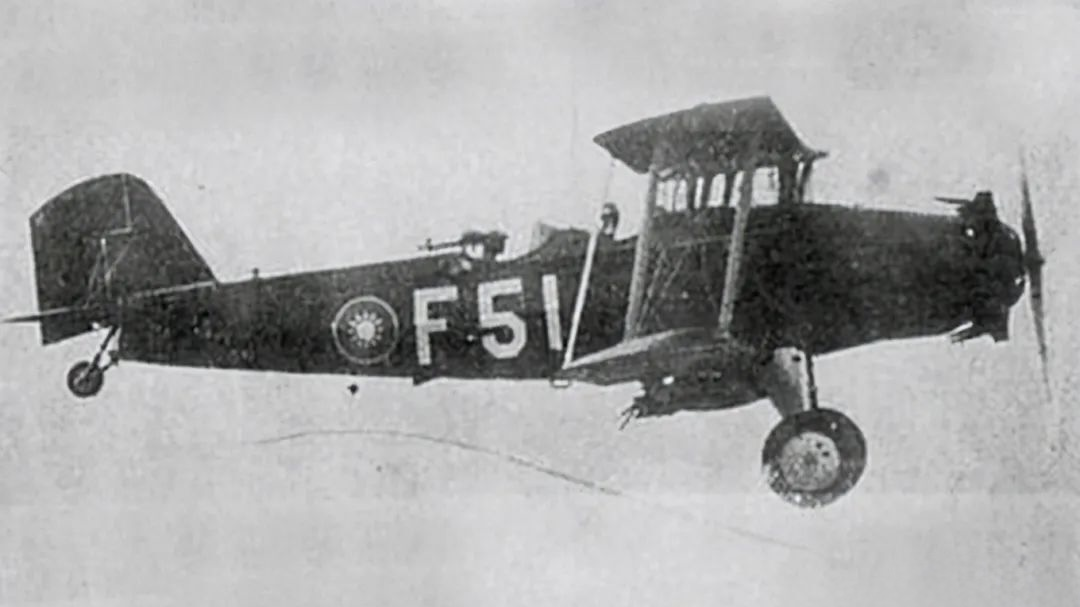
中華民國空軍早期的 道格拉斯O-2MC偵察/轟炸機

- 道格拉斯O-2MC偵察/轟炸機×9架[8]
1936年～1937年服役。[9]

- 圖波列夫SB-2快速轟炸機×30架
當時蘇聯提供兩百多架給中華民國空軍，第四中隊接收約30架，1937年～1943年服役。[10]

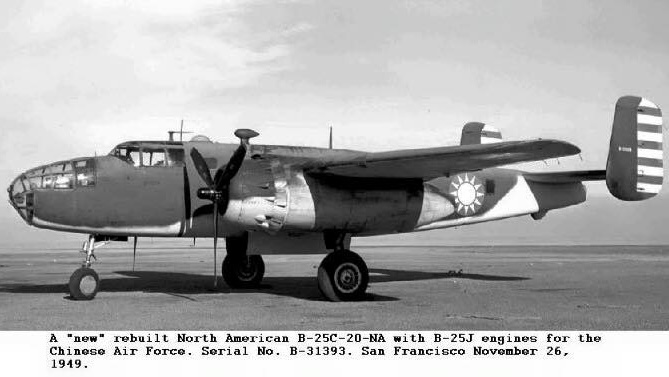
中華民國空軍早期的 北美B-25C米契爾轟炸機

- 北美B-25C米契爾轟炸機×？架
由租借法案獲得美國軍援的B-25轟炸機，中華民國空軍接收約180架，1943年～1954年服役。[11]

### 蚊式機
- 迪哈維蘭•蚊式轟炸機×？架
由於B-25已不敷使用，中華民國空軍向加拿大洽購205架蚊式轟炸機，1948年3月30日加拿大方面派遣蚊式機飛行教官R.C.Fumerton、J.H.Turnbull、G.Stewart到漢口王家墩機場對空軍第一大隊第四中隊進行蚊式機換裝訓練。飛行訓練後用於徐蚌會戰和遼西會戰，在戰役期間有4架蚊式機被解放軍擄獲，之後又有一架蚊式機投共。之後蚊式機隨空軍遷台，駐紮台中水湳基地。
　
1949年10月25日支援古寧頭戰役出動蚊式戰機94架次。登步島戰役出動蚊式機7架次。第一大隊所裝備的蚊式機，也從1949年4月的58架，銳減至12月間的19架。空軍第一大隊共換裝蚊式機90餘架，另有未組裝的60餘架運往臺灣。由於此機為木質膠合與帆布結構，海運途中遭受海水侵蝕，且受臺灣潮溼多雨的氣候影響，耗損十分嚴重，第一大隊移防台南基地時，僅剩12架蚊式機[12]。1951年第一大隊裝備的所有蚊式機，均被全數淘汰，使用僅僅不到三年。1948年～1951年服役。
　
此時，第四中隊與第九中隊互換駐地與番號。原本操作蚊式轟炸機的第四中隊被調往台南基地，改番號為第九中隊；原本操作B-25J轟炸機的台南基地第九中隊，被調往台中水湳基地，改番號為第四中隊。1953年7月16日再調動至新竹基地第二聯隊第八輕轟炸大隊，1954年7月1日再次調動至桃園基地第五聯隊第六戰術偵察大隊。所以要特別留意，1951年前後的第四中隊，不是同一批人。

### RP-51D野馬式

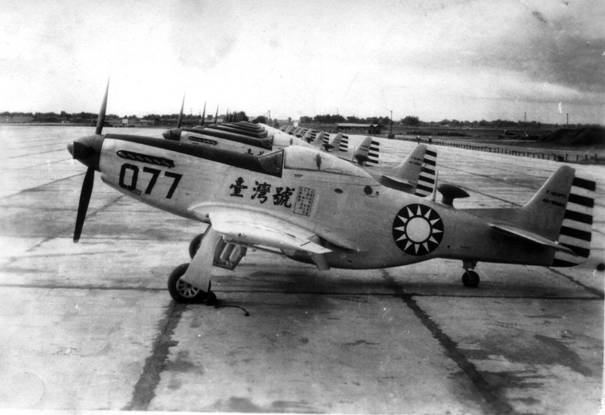
中華民國空軍的 北美P-51D野馬式戰鬥機 臺灣號
攝於1953年

- 北美RP-51D野馬式戰術偵察機×18架
某些歷史文件會寫成「RF-51」，容易與RF-5E混淆，需特別注意。1954年8月10日由中隊長趙子清少校率第四中隊赴嘉義基地，接收第四大隊移交的18架RP-51F偵察機18架及4架AT-6教練機[13]，並接受換裝訓練。直到1955年1月第四中隊派出盧錫良中校、林佐時上尉、張育保上尉、趙廣華上尉、金懋昶上尉、王英欽上尉等六名種子飛官前往美國進行RB-57A坎培拉式戰略偵察機的換裝訓練後，該批飛機亦告除役。1954年8月10日～1955年1月1日服役。

### AT-6德州佬式

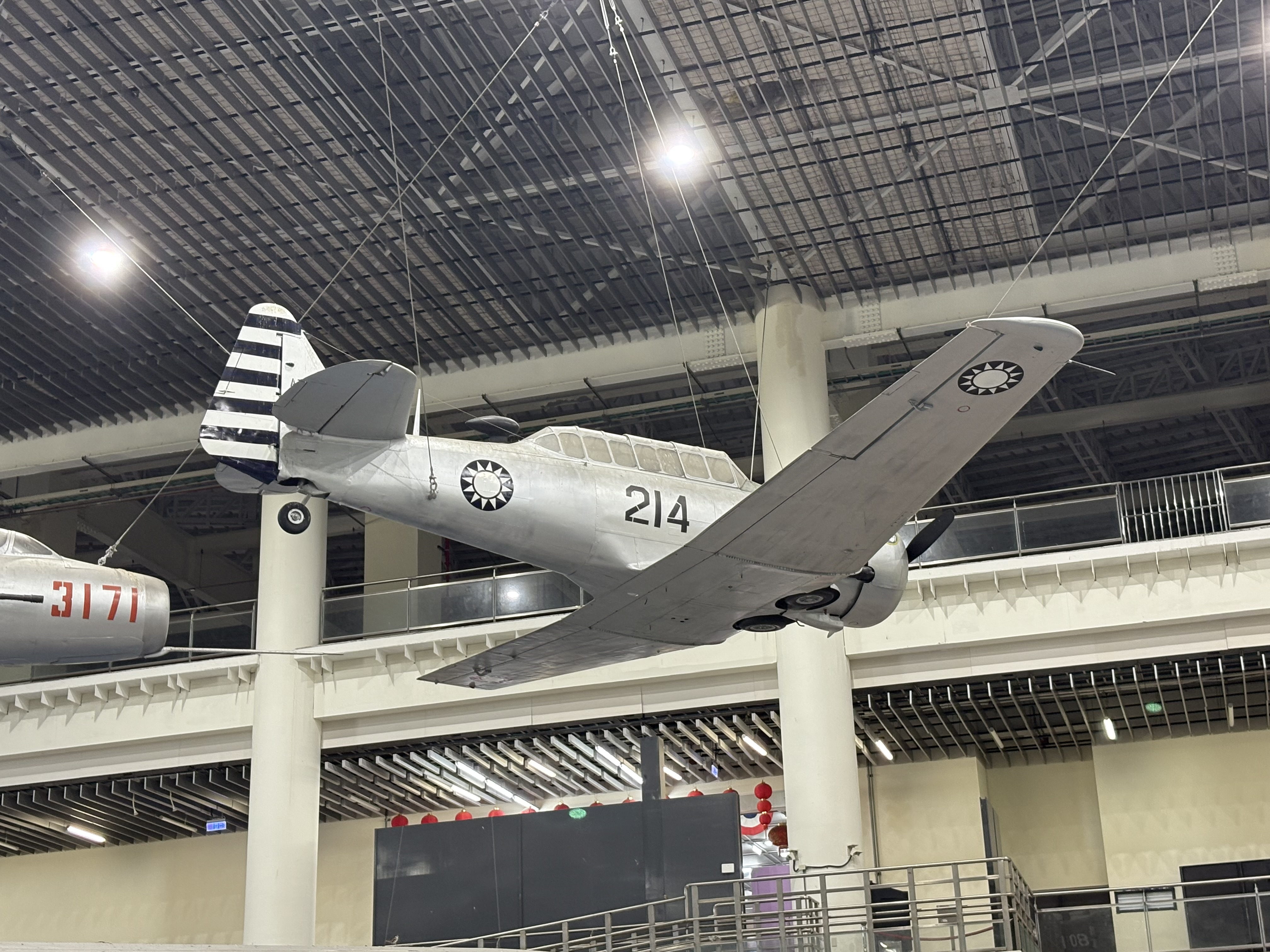
北美AT-6(編號214)德州佬式輕型教練機，1946年加入中華民國空軍服役，1960年自空軍除役。2025年5月17日攝於高雄市岡山區航空教育展示館

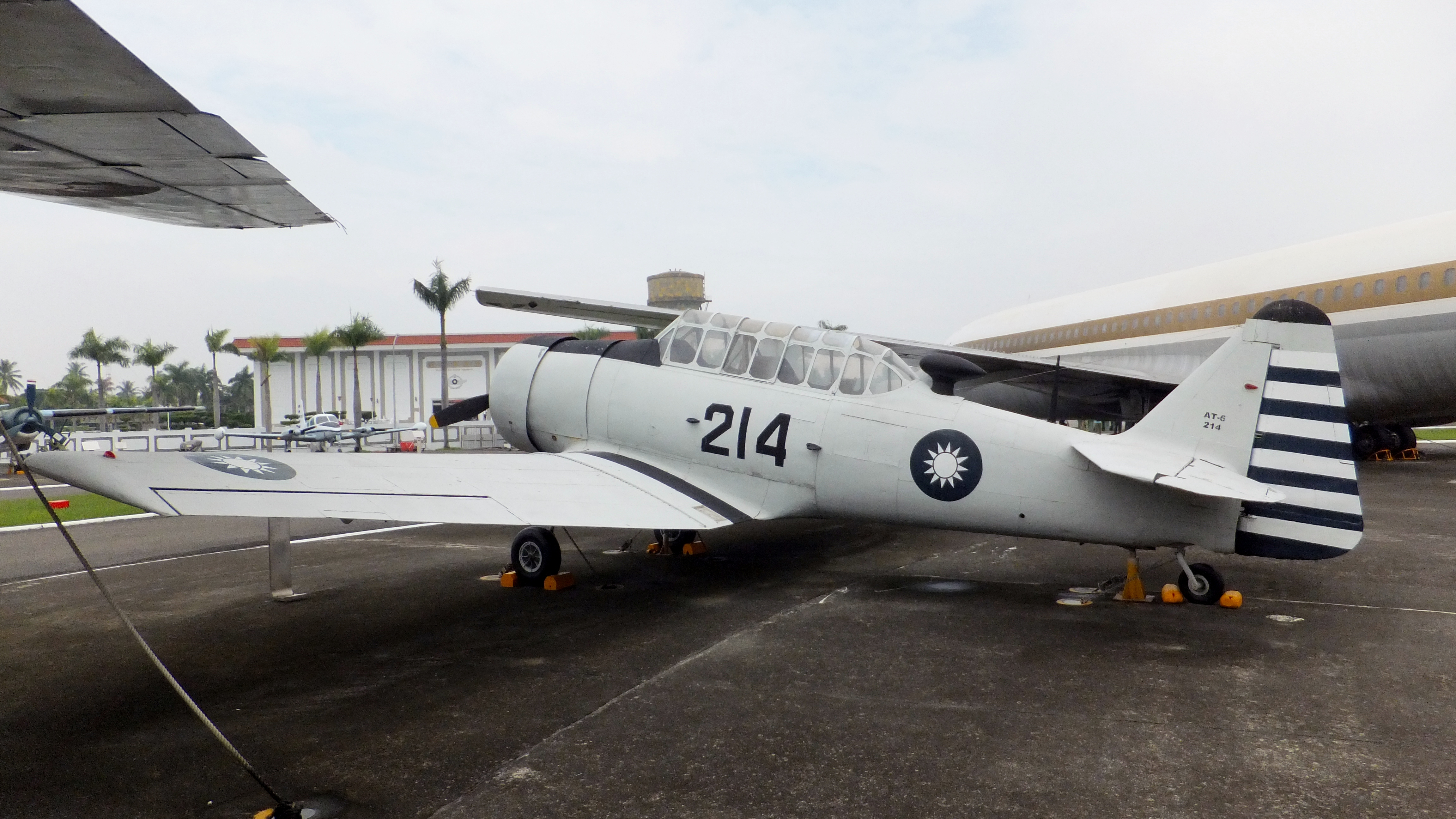
中華民國空軍的 北美AT-6德州佬式教練機

- 北美AT-6德州佬式教練機×4架
1954年8月10日由中隊長趙子清少校率第四中隊赴嘉義基地，接收第四大隊移交的18架RP-51F偵察機18架及4架AT-6教練機，並接受換裝訓練，直到1955年1月第四中隊派出盧錫良中校、林佐時上尉、張育保上尉、趙廣華上尉、金懋昶上尉、王英欽上尉等六名種子飛官前往美國進行RB-57A坎培拉式戰略偵察機的換裝訓練後，該批飛機亦告除役。1954年8月10日～1955年1月1日服役。

### RF-86F軍刀式

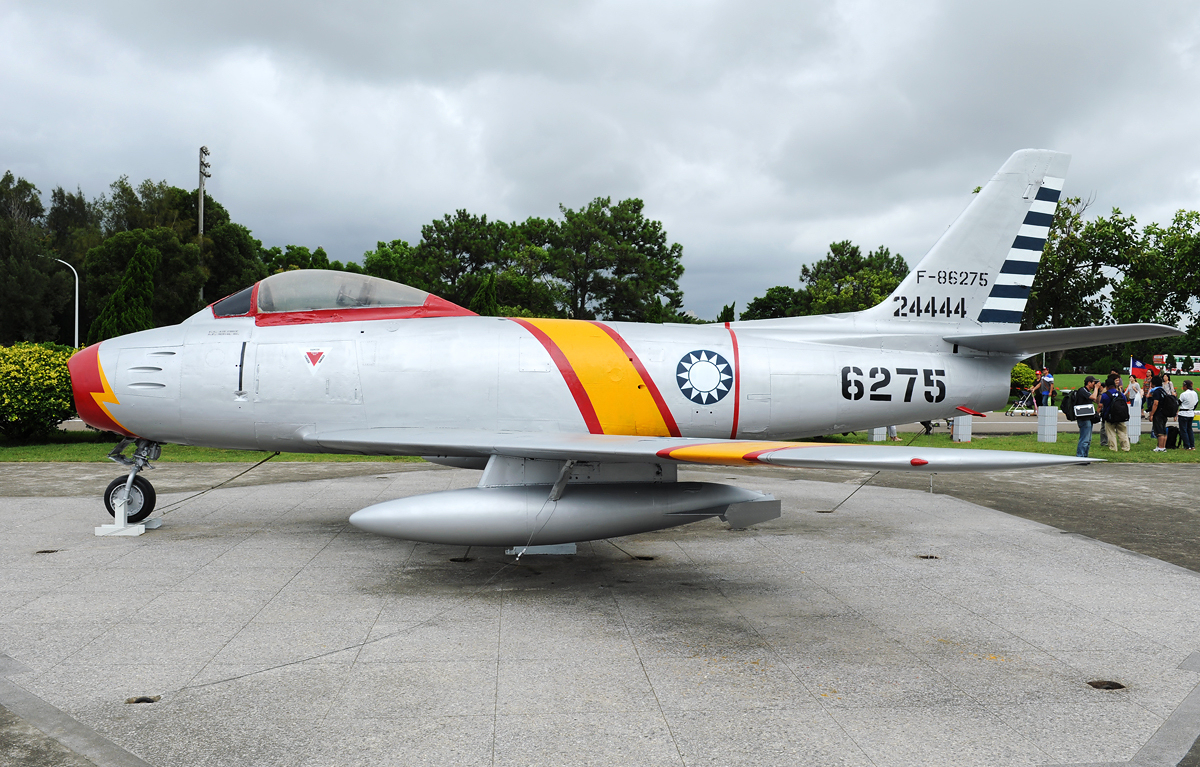
中華民國空軍的 北美F-86F軍刀式戰鬥機，目前陳列於空軍新竹基地•第二聯隊軍機展示場內

- 北美RF-86F軍刀式戰術偵察機×7架
為第12中隊移撥過來給第四中隊使用的二手機[14]，成立「低空戰術偵察分隊」，專職負責針對一些中國大陸沿海目標，負責「拍了就跑」的照相偵察任務，性能優越，深入大陸沿海港口、機場及軍事區偵照，收獲甚豐，雖多次遭遇中共軍機攔截攻擊，但均化險為夷，對中國大陸沿海地區的偵照約持續半年，之後負責拍攝屠牛士飛彈對地炸射任務[15]。服役兩年期間，全機隊均無折損，實屬奇蹟且難能可貴。1957年2月1日～1957年7月31日負責偵察任務，之後拍攝屠牛士飛彈至1959年3月中旬除役，移交給駐韓美軍。

1. RF-86F編號001(序號52-4656) 
除役後於1959年3月移交駐韓美軍。
2. RF-86F編號002(序號52-4857) 
除役後於1959年3月移交駐韓美軍。
3. RF-86F編號003(序號52-4874) 
除役後於1959年3月移交駐韓美軍。
4. RF-86F編號004(序號52-4459) 
除役後於1959年3月移交駐韓美軍。
5. RF-86F編號005(序號待查) 
除役後於1959年3月移交駐韓美軍。
6. RF-86F編號006(序號52-4514) 
除役後於1959年3月移交駐韓美軍。
7. RF-86F編號008(序號52-4539) 
除役後於1959年3月移交駐韓美軍。

### RB-57A/D坎培拉式

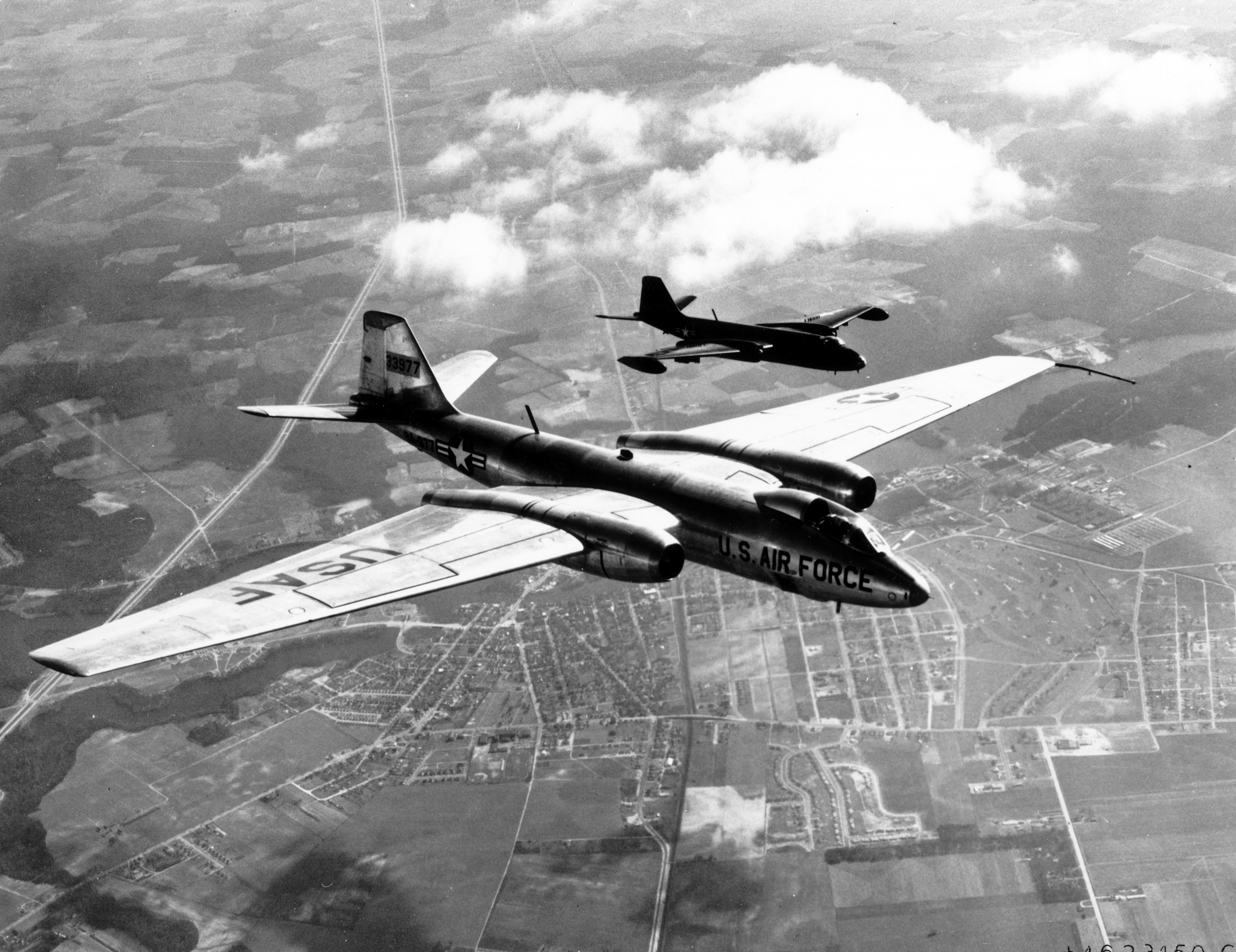
馬丁RB-57D(美軍序號53-3977)偵察機與美國空軍空戰司令部的B-57A轟炸機(遠方)一起飛行

- 馬丁RB-57A/D坎培拉式高空戰略偵察機×4架
成立「高空戰略偵察分隊」，1957年12月6日由盧錫良駕駛RB-57A首次對海南島地區實施偵照，其間並無共機攔截。第二次於同年12月15日由張育保執行，第三次於1958年1月7日由林佐時擔任，此時已有共機跟隨監視。同年至2月18日由飛趙廣華執行第四次任務，於山東青島上空被共軍MiG-17戰機擊落陣亡殉國後，任務暫時終止。總計RB-57A在台執行四次任務，損失一架偵察機與一位飛官，拍回20卷膠卷資料，覆蓋面積達200平方公里。
 
經檢討後美方提供RB-57D偵察機，空軍則再度以盧錫良為領隊，率原有隊員再加上田建南及王英欽等兩位赴美換裝。因RB-57D飛行高度達六萬英呎，共機尚無法到達，且未部署防空飛彈，因此偵照中國大陸的任務，就交由田建南與張育保輪流執行。1959年6月14日盧錫良中隊長前往北京偵照時，第一次發現共軍已配備最新的MiG-19戰機[16]，同月18日王英欽再執行偵照，因相機故障未能完成。同年10月7日王英欽執行第三次北京偵照時，遭到SAM-2防空飛彈擊落陣亡殉國。RB-57D在台執行十五次任務，損失一架偵察機和一位飛官，帶回879卷膠卷資料，覆蓋面積達253,764平方公里。
 
RB-57A/D深入中國大後方執行戰略偵照[17]直達東北、華中、南疆，新型米格機及殲六戰機無法仰攻，曾遇攔截兩百多架次，戰果輝煌。後期因共軍使用SAM-2防空飛彈而遭到擊落，遂改由第卅五中隊的U-2高空戰略偵察機接手此項任務。1957年9月25日～1961年2月1日服役。

1. RB-57A編號5641(序號52-1427)
除役後歸還美軍。
2. RB-57A編號5642(序號52-1431)
1958年2月18日飛官趙廣華上尉在山東青島上空遭到MiG-17擊落陣亡，壯烈殉國。[18]
3. RB-57D編號5643(序號52-3978)
1959年10月7日飛官王英欽上尉在河北通縣上空遭到SAM-2防空飛彈擊落陣亡，壯烈殉國。[19]
4. RB-57D編號5644(序號52-3981)
除役後歸還美軍。

### RF-100A超級軍刀式

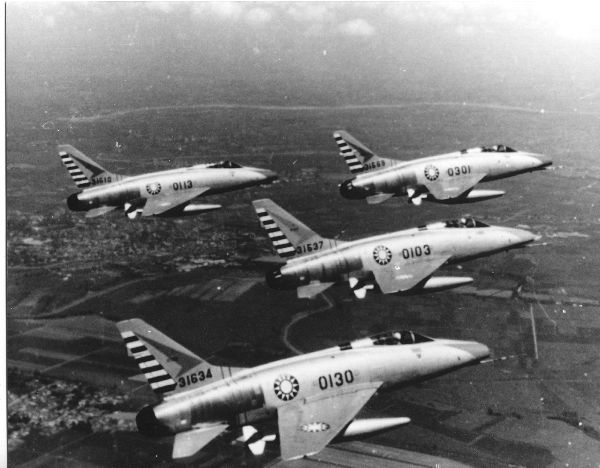
中華民國空軍的 北美F-100A/F超級軍刀式戰鬥機

- 北美RF-100A超級軍刀式戰術偵察機×4架
屬世紀系列戰機，原廠僅生產六架，除了兩架失事墜毀之外，其餘四架全部都被送到了臺灣。1958年10月8日美軍提供四架RF-100A由第四中隊接收，同年底第六大隊大隊長周石麟上校率七位飛官赴嘉義基地換裝。1959年1月23日返抵桃園基地成軍，不過偵照品質極差、妥善率偏低，平均每飛行一小時需花費200小時的時間養護，雖然從未發生過任何事故，但養護成本過高，工作人員不堪負荷，不符合戰力需求，限於性能及相機裝配問題，僅做為訓練之用，未實際參與任何偵察任務，使用一年多即遭到拆解。1959年1月23日～1960年11月30日在台，未正式服役。[20]

1. RF-100A編號5645(序號53-1545) 
 1955年4月15日出廠，移交給美國空軍。1955年5月交付駐西德美軍。1958年6月交付駐法國美軍。1958年9月交付北美航空工業公司。1958年12月移交臺灣，由第五聯隊第六大隊第四中隊操作，賦予編號5645號。1960年12月1日送屏東一指部拆解。
2. RF-100A編號5646(序號53-1546) 
1960年12月1日送屏東一指部拆解。
3. RF-100A編號5647(序號53-1547) 
1960年12月1日送屏東一指部拆解。
4. RF-100A編號5648(序號53-1554) 
1960年12月1日送屏東一指部拆解。

### RF-101A巫毒式

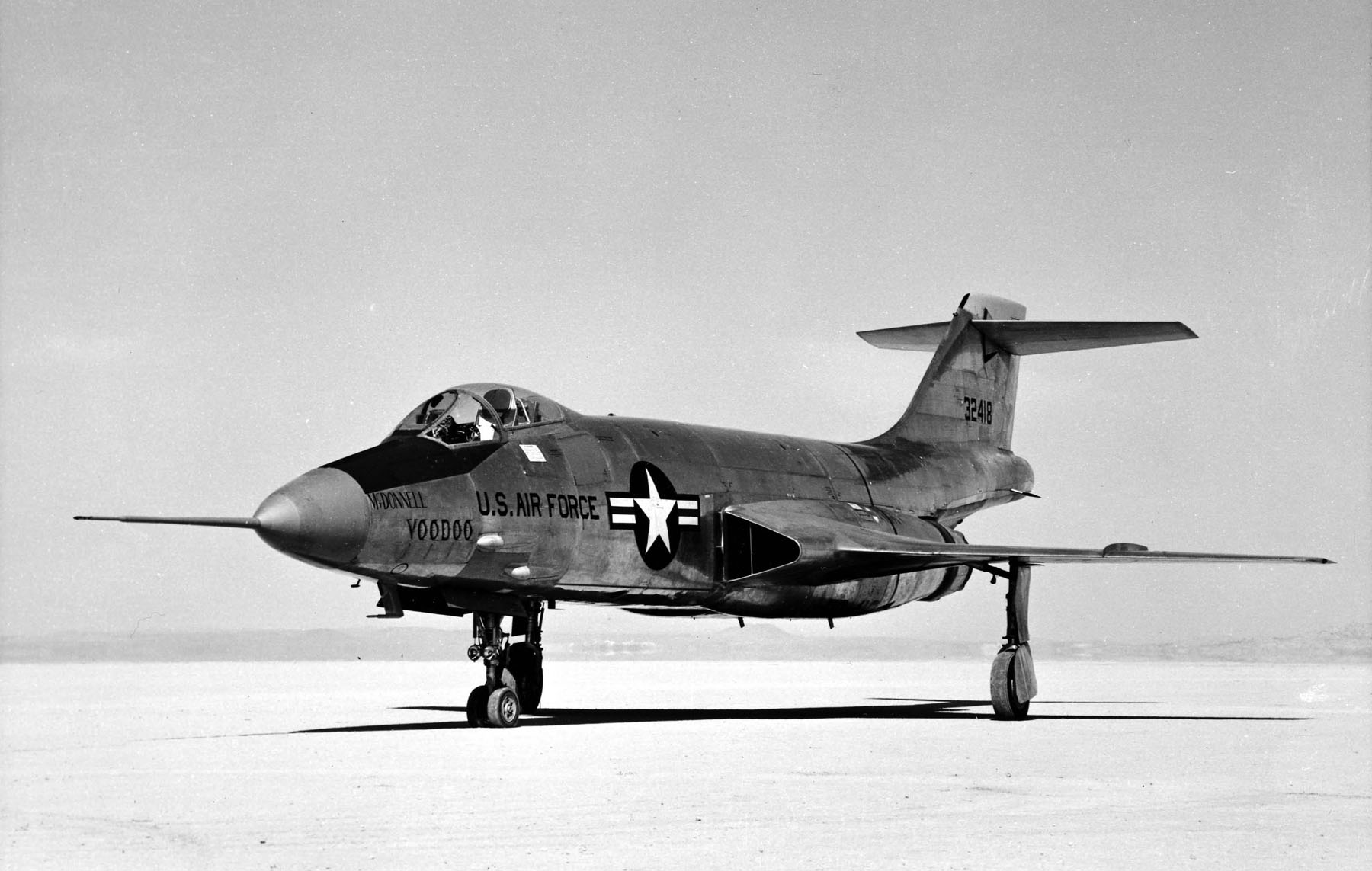
美國空軍的F-101A巫毒式戰鬥機 美軍序號53-2418, 攝於 愛德華空軍基地 1954年

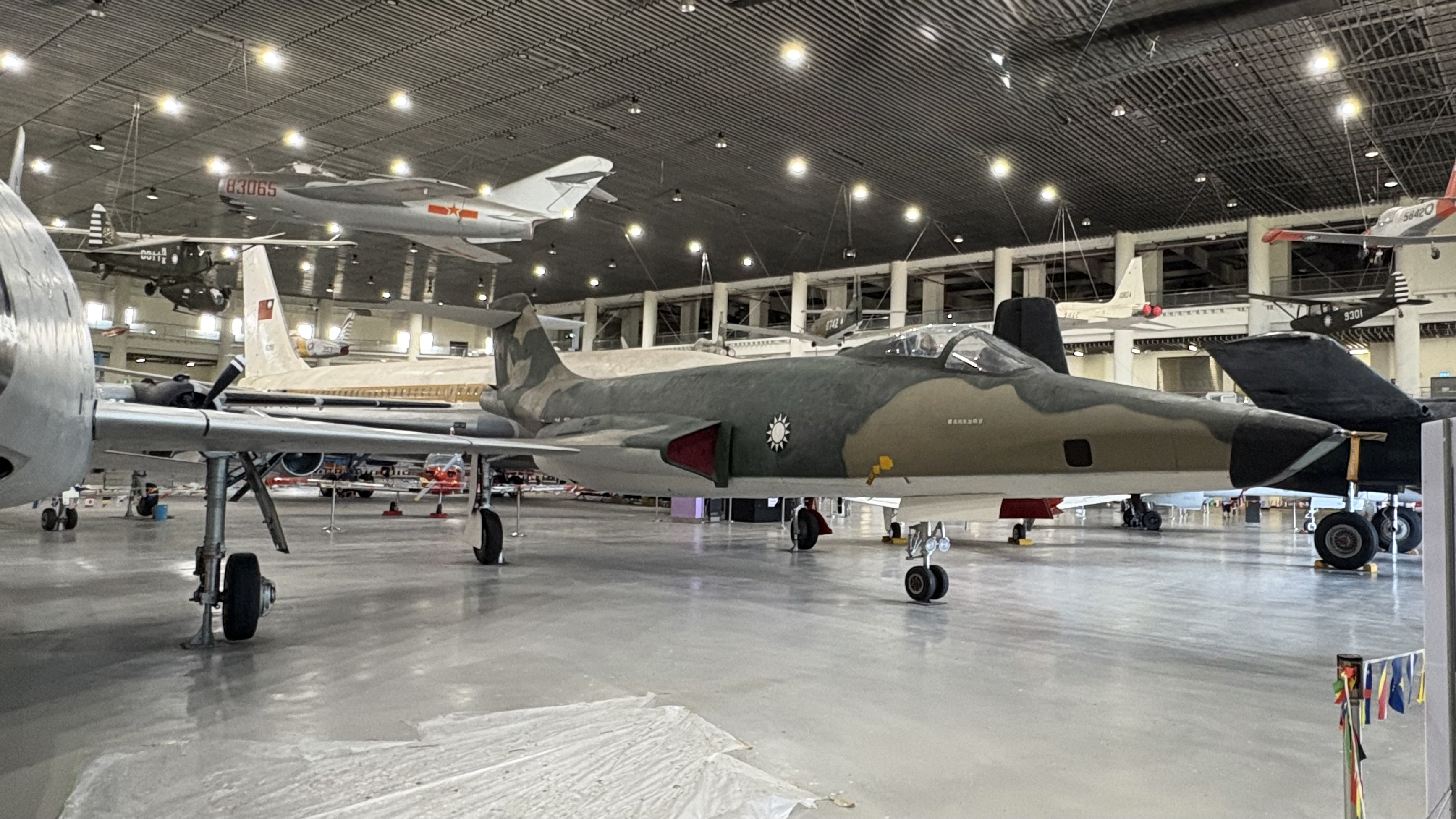
中華民國空軍RF-101A(編號5658/序號54-1506)巫毒式戰術偵察機，1959年至1973年服役於空軍第四戰術偵察中隊達十四年。2025年5月17日攝於高雄市岡山區航空教育展示館。

- 麥克唐納RF-101A巫毒式戰術偵察機×9架
屬世紀系列戰機，1959年6月30日第四中隊執行「飆風計劃」，換裝RF-101A巫毒式戰術偵察機，第一批換裝人員由作戰科長宋亨霖率六位飛官及技勤人員赴沖繩嘉手納基地接受換裝訓練，分三批共十四位飛官。1959年10月28日接收4架RF-101A巫毒式偵察機，成爲中華民國空軍第一個使用超音速噴射偵察機的中隊，亦是唯一美軍軍援RF-101A巫毒式偵察機的中隊。第四中隊的RF-101A始終保持4架的規模，若遇戰損則由美軍補足，定期的翻修工作則飛回沖繩嘉手納基地執行，總計先後共移交九架。至1965年8月RF-101A已遭共軍擊落三架，空軍總司令賴名湯上將希望美軍能提供更先進的RF-4幽靈式偵察機，但卻遭美方拒絕。總計在台服役14年，完成218次大陸偵察任務，拍回膠卷1,321冊，涵蓋地域面積達12,170平方公里。總計有三架偵察機被擊落，一位飛官陣亡殉國，兩位飛官被俘，1973年8月1日除役，此後由第12中隊的RF-104G星式偵察機取代。1959年10月28日～1973年7月31日服役。

1. RF-101A編號5649(序號54-1498)
1961年7月24日接收的補充機。1961年8月2日飛官吳寶智少校在福建福州上空遭到地面防空砲火擊落，雖跳傘逃生倖存但被共軍俘虜。獲釋後持續滯留中國，未返台。[21]
2. RF-101A編號5650(序號54-1500)
1959年10月28日接收，1973年8月1日除役後歸還美軍。
3. RF-101A編號5651(序號54-1501)
1961年8月3日接收的補充機。1964年12月18日飛官謝翔鶴少校在浙江路橋上空遭到MiG-19擊落，雖跳傘逃生倖存但被共軍俘虜。勞改二十年後於1985年7月17日獲釋返台，關押期間多次遭受共黨人士威逼利誘仍不改其志，堅持不願屈服，2011年2月26日獲參謀總長林鎮夷上將親自頒發干城甲種二等獎章，2024年11月27日辭世，一生忠貞愛國，享耆壽94歲。[22]他生前最後的一句話是：「我唯一的遺憾是，我只有一個生命可以為國家犧牲。」[23]
4. RF-101A編號5652(序號54-1503)
1959年10月28日接收。1961年7月23日飛官李盛林因駕機降落時而受損，在同年年底修復，修復期間美軍提供一架(編號5649/序號54-1498)補充，以維持勤務。不過由於修復費用超出預算，雙方對於維護費用沒有共識，被美軍收回。1965年8月10日分隊長沈江田少校駕該機至沖繩嘉手納基地，移交給駐日美軍。[24]
5. RF-101A編號5654(序號54-1499)
1959年10月28日接收。原陳列於空軍桃園基地大門，後隨第401聯隊東遷花蓮，現陳列於空軍花蓮基地內。[25]
6. RF-101A編號5656(序號54-1519)
1959年10月28日接收。1965年3月18日在廣東汕頭上空遭到MiG-19擊落，飛官張育保中校陣亡，壯烈殉國。[26]
7. RF-101A編號5658(序號54-1506)
1961年6月10日接收。陳列於岡山航空教育展示館。[27]
8. RF-101A編號5660(序號54-1505)
1961年6月10日接收。原陳列於臺灣桃園國際機場航空科學館，現陳列於舊空軍桃園基地05警戒堡內。[28]
9. RF-101A編號5662(序號54-????)
1961年6月10日接收，動向不明。

### RF-5E虎眼式

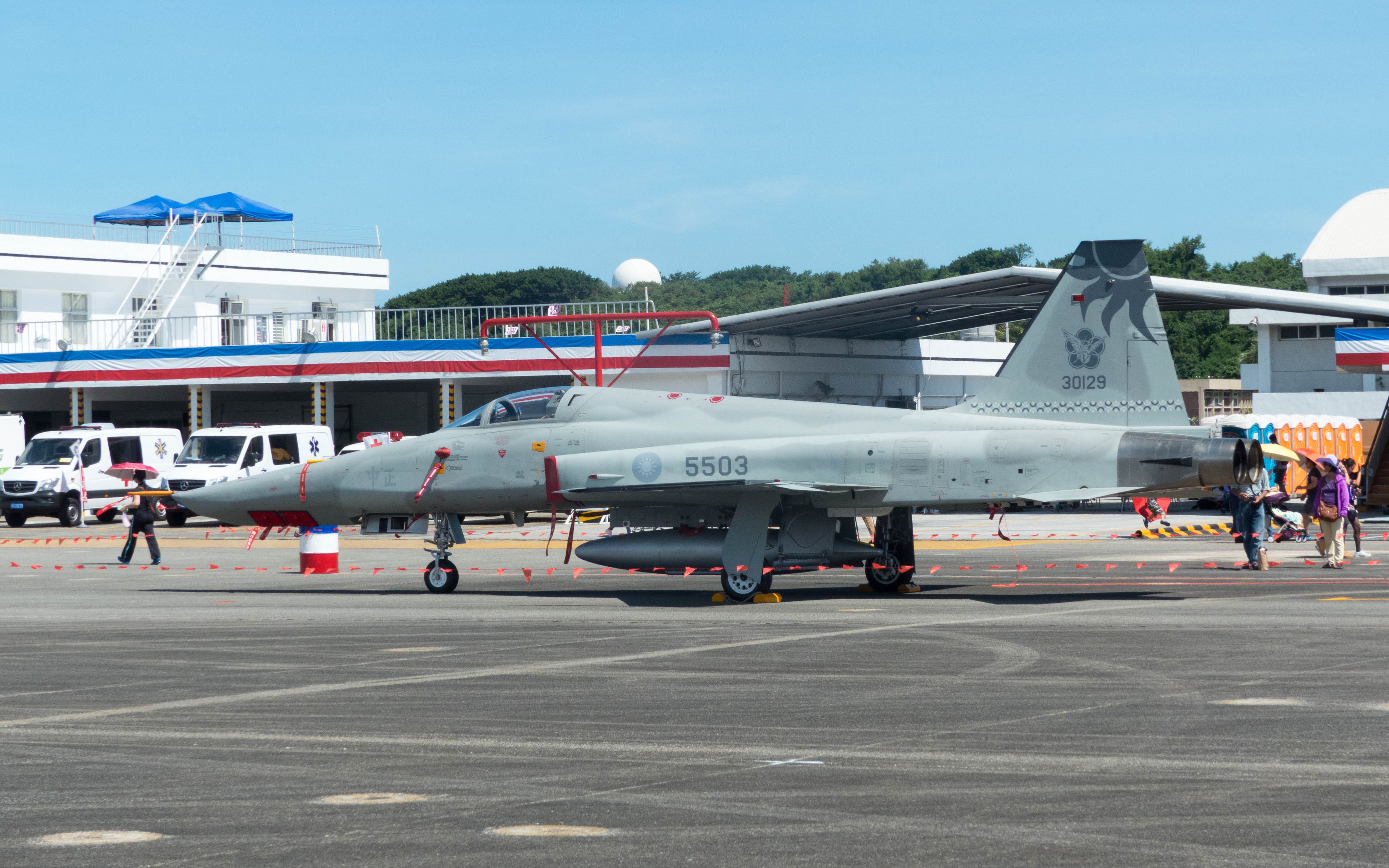
曾經在紅狐中隊服役過的RF-5E(編號5503)虎眼式偵照機 攝於 空軍花蓮基地 營區開放 2017年

- 諾斯洛普/漢翔RF-5E虎眼式偵照機×7架(虎安六號)
於1998年8月14日空軍節當天，在台中清泉崗基地慶祝814空戰勝利60週年的紀念活動中，首次在國人面前公開展示。主要工作內容包含國土監測、災難救援和戰備監偵⋯等方面的任務。空軍曾釋出《虎瞰台灣》紀錄短片，收錄RF-5E執行任務時的偵照影像，展現從空中俯瞰台灣的第一手視角，並記錄包括八八風災、蘇拉風災、九二一大地震⋯等[29]重大災難的現場情況，以及大樓傾斜、工安事故影響⋯等事故的監測畫面，承平時期積極參與國土監測，不遺餘力。在台服役共42年，改裝為偵照機後服役27年。1998年7月1日～2025年7月4日服役。[30]

1. RF-5E編號5501(序號83-0085)虎眼式偵照機
原F-5E(5315)、虎安六號，於2005年7月1日移交虎瞰中隊虎眼分隊操作。2025年7月4日除役。[31]
2. RF-5E編號5502(序號83-0086)虎眼式偵照機
原F-5E(5316)、虎安六號，於2003年10月12日自台中清泉崗基地起飛，在新竹南寮外海失事墜毀，第四中隊飛官李慶熙上尉跳傘逃生，被中華民國海軍成功級軍艦子儀號巡防艦救起。[32]
3. RF-5E編號5503(序號83-0087)虎眼式偵照機
原F-5E(5317)、虎安六號，於2005年7月1日移交虎瞰中隊虎眼分隊操作。2025年7月4日除役。
4. RF-5E編號5504(序號83-0088)虎眼式偵照機
原F-5E(5318)、虎安六號，於2005年7月1日移交虎瞰中隊虎眼分隊操作。在2025年7月4日除役典禮當天，擔任一號長機，由飛官劉家齊中校駕駛。
5. RF-5E編號5505(序號83-0091)虎眼式偵照機
原F-5E(5321)、虎安六號，於2005年7月1日移交虎瞰中隊虎眼分隊操作。在2025年7月4日除役典禮當天，擔任四號僚機，由飛官鄭芑宏中校駕駛。
6. RF-5E編號5506(序號83-0093)虎眼式偵照機
原F-5E(5323)、虎安六號，於2005年7月1日移交虎瞰中隊虎眼分隊。於2011年9月13日在蘇花公路116.4km處撞山失事墜毀，第12偵照隊虎眼分隊飛官蕭文民上尉殉職。[33]
7. RF-5E編號5507(序號83-0094)虎眼式偵照機
原F-5E(5324)、虎安六號，於2005年7月1日移交虎瞰中隊虎眼分隊操作。在2025年7月4日除役典禮當天，擔任五號僚機，由分隊長傅鈜中校駕駛。[34] [35]

### F-5F中正號雙座教練機

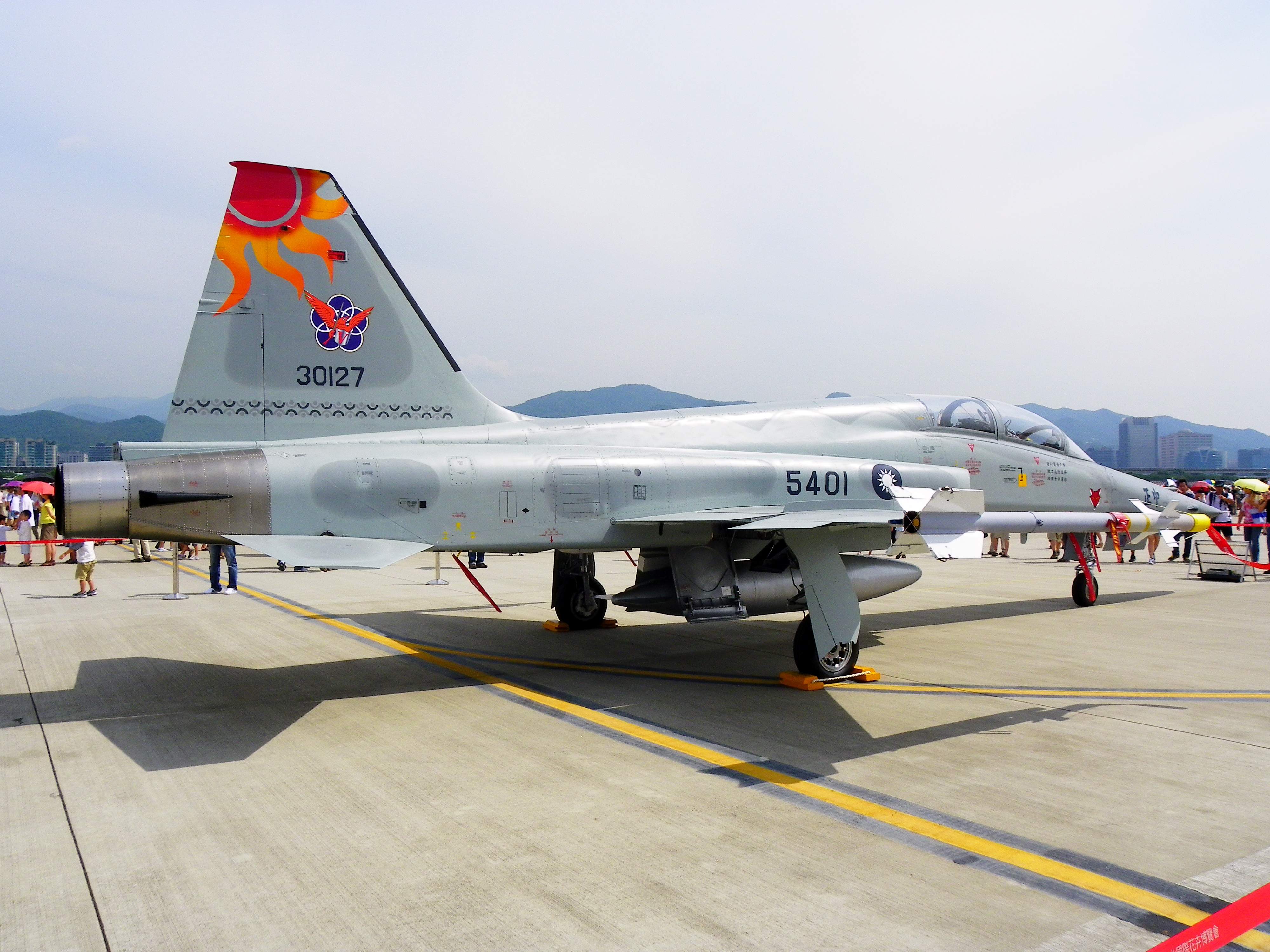
曾經在紅狐中隊服役過的F-5F(編號5401/序號83-0127)雙座教練機，於2011年9月13日失事墜毀。

- 諾斯洛普/漢翔F-5F中正號雙座教練機×6架
首批三架均為虎安六號，擔任RF-5E的教練機，在台服役42年。1998年7月1日～2025年7月4日服役。另2023年11月29日台東志航基地第七聯隊的F-5E/F戰機解除戰備任務後，於2023年12月11日移交F-5F(編號5382、5398、5413)雙座教練機[36]三架，給虎瞰中隊虎眼分隊，繼續服役做為訓練之用，是為第二批的三架。而這五架RF-5E(編號5501、5503、5504、5505、5507)單座偵照機與五架F-5F(編號5382、5387、5398、5408、5413)雙座教練機也成為所有在台服役的F-5系列戰機之中，最後除役的十架。服役至2025年7月4日除役。

1. F-5F編號5387(序號83-0113)雙座教練機
虎安六號，於2005年7月1日移交虎瞰中隊虎眼分隊操作。2025年7月4日除役。
2. F-5F編號5401(序號83-0127)雙座教練機
虎安六號，於2005年7月1日移交虎瞰中隊虎眼分隊，是中正號雙座機中唯一的馬拉道太陽神彩繪機。不幸於2011年9月13日在蘇花公路116.4km處撞山失事墜毀，第12偵照隊虎眼分隊分隊長常建國中校、飛官王鴻祥少校殉職。[37]
3. F-5F編號5408(序號83-0134)雙座教練機
虎安六號，於2005年7月1日移交虎瞰中隊虎眼分隊操作。2025年7月4日除役。
4. F-5F編號5382(序號79-1725)雙座教練機
虎安五號，於2023年12月11日從台東志航基地移交虎瞰中隊虎眼分隊操作。2025年7月4日除役。
5. F-5F編號5398(序號83-0124)雙座教練機
虎安六號，於2023年12月11日從台東志航基地移交虎瞰中隊虎眼分隊操作。在2025年7月4日除役典禮當天，擔任三號僚機，由前座飛官周業超中校、後座飛官許俊榮上校駕駛。[38]
6. F-5F編號5413(序號83-0139)雙座教練機
虎安六號，於2023年12月11日從台東志航基地移交虎瞰中隊虎眼分隊操作。在2025年7月4日除役典禮當天，擔任二號僚機，由前座飛官黃家祥中校、後座飛官鄭致遠中校駕駛。

## 戰損紀錄
總計第四中隊共戰損五架偵察機、三位飛官陣亡殉國、兩位飛官被俘。
1. 1958年2月18日第四中隊飛官趙廣華上尉駕駛RB-57A(編號5642/序號52-1431)坎培拉式戰略偵察機，在山東青島上空遭到MiG-17戰鬥機擊落陣亡，壯烈殉國。
2. 1959年10月7日第四中隊飛官王英欽上尉駕駛RB-57D(編號5643/序號52-3978)坎培拉式戰略偵察機，在河北通縣上空遭到SAM-2防空飛彈擊落陣亡，壯烈殉國。
3. 1961年8月2日第四中隊飛官吳寶智少校駕駛RF-101A(編號5649/序號54-1498)巫毒式戰術偵察機，在福建福州上空遭到地面防空砲火擊落，雖跳傘逃生倖存但被共軍俘虜。獲釋後持續滯留中國，未返台。
4. 1964年12月18日第四中隊飛官謝翔鶴少校駕駛RF-101A(編號5651/序號54-1501)巫毒式戰術偵察機，在浙江路橋上空遭到MiG-19戰鬥機擊落，雖跳傘逃生倖存但被共軍俘虜，勞改廿年後於1985年7月17日獲釋返台。
5. 1965年3月18日第四中隊飛官張育保中校駕駛RF-101A(編號5656/序號54-1519)巫毒式戰術偵察機，在廣東汕頭上空遭到MiG-19戰鬥機擊落陣亡，壯烈殉國。

## 失事紀錄
承平時期第四中隊共折損三架偵照機，三位飛官殉職、一位飛官獲救。
1. 2003年10月12日第四中隊飛官李慶熙上尉駕駛RF-5E(編號5502/序號83-0086)虎眼式偵照機，自台中清泉崗基地起飛，在新竹南寮外海失事墜毀，跳傘逃生，被中華民國海軍成功級軍艦子儀號巡防艦救起，一位飛官獲救。
2. 2011年9月13日第12偵照隊虎眼分隊飛官蕭文民上尉駕駛RF-5E(編號5506/序號83-0093)虎眼式偵照機，在蘇花公路116.4km處撞山失事墜毀，一位飛官殉職。
3. 2011年9月13日第12偵照隊虎眼分隊分隊長常建國中校、前座飛官王鴻祥少校，駕駛F-5F(編號5401/序號83-0127)雙座教練機，在蘇花公路116.4km處撞山失事墜毀，兩位飛官殉職。

## 相關頁面
歷史上執行過偵察任務的空軍部隊：
(從1949年空軍遷台後起算)
- 大隊：桃園基地/空軍第六戰術偵察大隊(1954—1973)
- 第4中隊：遷移多處/女神中隊(1949—1955)→桃園基地/黑盾中隊(1957—1973)→桃園基地/紅狐中隊(1998—2005)→花蓮基地/虎眼分隊(2005—2025)
- 第12中隊：桃園基地/虎瞰中隊(1949—1998)→花蓮基地/第12戰術偵察機隊(1998—現役)
- 第33中隊：新竹基地/第八大隊第33中隊(1953—1958)→新竹基地/特種作戰組3831部隊(1958—1961)→屏東基地/反潛中隊(1967—1978)→屏東基地/第33反潛作戰中隊(1978—2005)→屏東基地/海軍第133反潛機中隊(2005—2013)→屏東基地/第33反潛作戰中隊(2013—現役)
- 第34中隊：新竹基地/第八大隊第34中隊(1953—1958)→新竹基地/黑蝙蝠中隊(1958—1976)→新竹基地/第34反潛作戰中隊(1978—1991)→屏東基地/第34反潛作戰中隊(1991—2005)→桃園基地/海軍第134反潛機中隊(2005—2013)→屏東基地/第34反潛作戰中隊(2013—現役)
- 第35中隊：新竹基地/第八大隊第35中隊(1953—1958)→桃園基地/黑貓中隊(1961—1974)→台中基地/第35羚羊夜攻中隊(1977—1992)→新竹基地/第35作戰隊(1992—1995)→岡山基地/第35作戰隊(1995—1999)→岡山基地/飛訓部戰鬥組(1999—現役)